# Air China Cargo
Air China Cargo Co., Ltd. (en chino tradicional, 中國國際貨運航空有限公司; en chino simplificado, 中国国际货运航空有限公司; pinyin, Zhōngguó Guójì Huòyùn Hángkōng Yǒuxiàngōngsī) es una aerolínea de carga china con sede en Pekín. Es una filial de Air China y opera servicios regulares de carga a 20 ciudades en 10 países de todo el mundo. Su base principal es el Aeropuerto Internacional de Pekín.

## Historia
La aerolínea fue fundada el 12 de diciembre de 2003 y comenzó sus operaciones poco después. Fue fundada como empresa conjunta entre Air China (51%), CITIC Pacific (25%) y Beijing Capital International (24%). Cuenta con alrededor de 4000 empleados (a marzo de 2013).
En mayo de 2011, Air China y Cathay Pacific anunciaron la consolidación de su negocio de carga para la nueva Air China Cargo.

## Destinos
Air China Cargo sirve a los siguientes destinos (a septiembre de 2013):
- China
  - Pekín - Aeropuerto Internacional de Pekín-Capital Hub
  - Chengdú - Aeropuerto Internacional de Chengdú-Shuangliu
  - Chongqing - Aeropuerto Internacional de Chongqing Jiangbei
  - Shanghái - Aeropuerto Internacional de Shanghái-Pudong Hub
  - Tianjin - Aeropuerto Internacional de Tianjín-Binhai
- Dinamarca
  - Copenhague - Aeropuerto de Copenhague
- Francia
  - París - Aeropuerto Charles de Gaulle
- Alemania
  - Frankfurt - Aeropuerto de Frankfurt
- Japón
  - Osaka - Aeropuerto Internacional de Kansai
  - Tokio - Aeropuerto Internacional de Narita
- Hong Kong
  - Hong Kong - Aeropuerto Internacional de Hong Kong
- Netherlands
  - Ámsterdam - Aeropuerto de Ámsterdam-Schiphol[6]
- Rusia
  - Novosibirsk - Aeropuerto Internacional de Novosibirsk
- España
  - Zaragoza - Aeropuerto de Zaragoza
- Taiwán
  - Taipéi - Aeropuerto Internacional de Taiwán Taoyuan
- Estados Unidos
  - Anchorage - Aeropuerto Internacional Ted Stevens Anchorage
  - Chicago - Aeropuerto Internacional O'Hare
  - Dallas - Aeropuerto Internacional de Dallas-Fort Worth
  - Los Ángeles - Aeropuerto Internacional de Los Ángeles
  - Nueva York - Aeropuerto Internacional John F. Kennedy

## Flota

### Flota Actual
La flota de Air China Cargo consta de las siguientes aviones de carga, con una edad media de 15.8 años (a febrero de 2023):